# Brachypeza truncata
Brachypeza truncata är en tvåvingeart som beskrevs av Ostroverkhova 1979. Brachypeza truncata ingår i släktet Brachypeza och familjen svampmyggor. Inga underarter finns listade i Catalogue of Life.